# Grenke Chess Classic

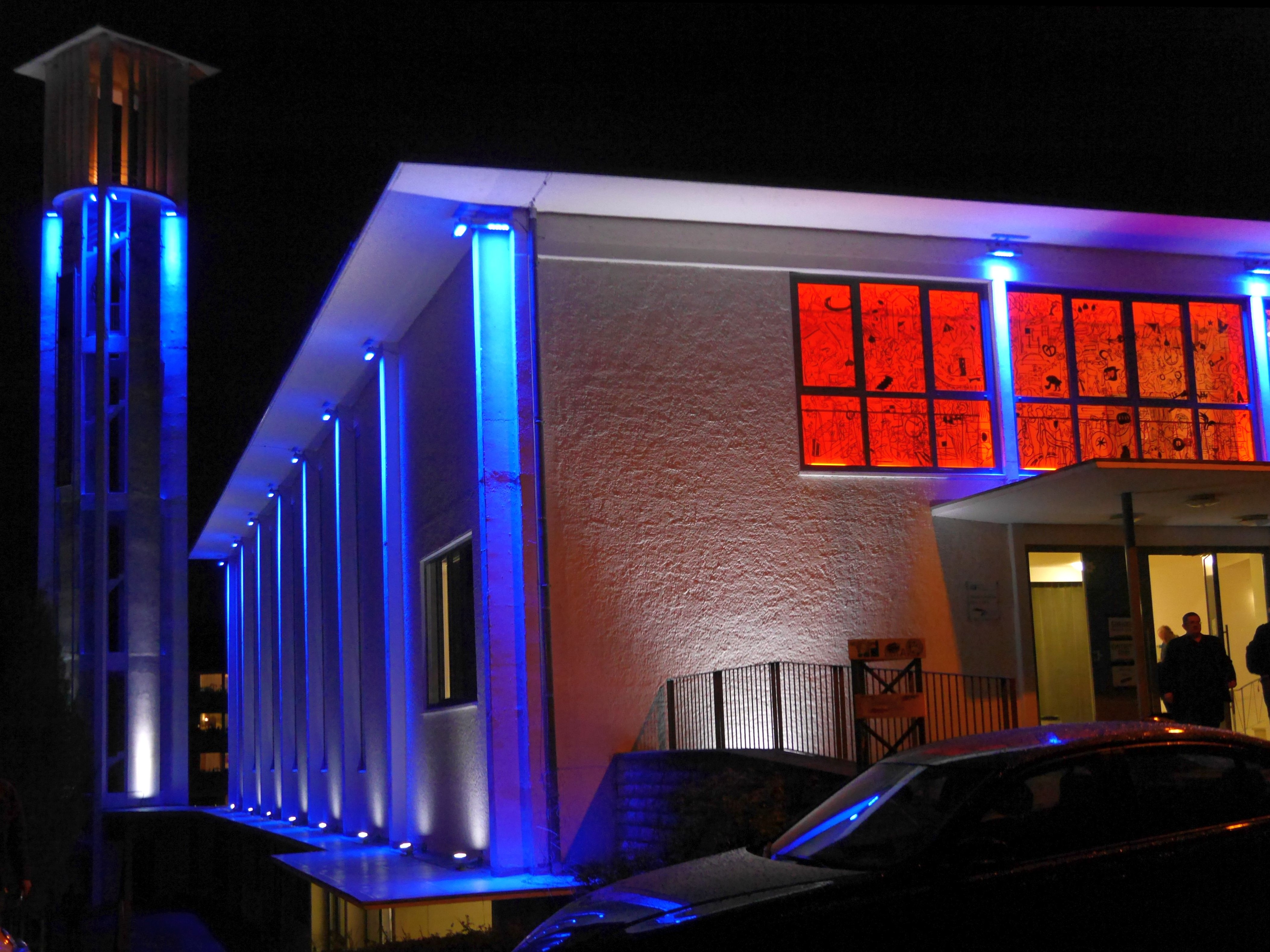
Event-Akademie Baden-Baden, Spielort 2017

Das Grenke Chess Classic ist ein Schachturnier, das seit 2013 in Baden-Baden und Karlsruhe stattfindet. Hauptsponsor der Turniere ist die Grenke AG.

## Übersicht
| Jahr | Zeitraum                   | Teilnehmer | Sieger            |
| ---- | -------------------------- | ---------- | ----------------- |
| 2013 | 7. bis 17. Februar 2013    | 6          | Viswanathan Anand |
| 2014 | 6. bis 12. September 2014  | 8          | Arkadij Naiditsch |
| 2015 | 2. bis 9. Februar 2015     | 8          | Magnus Carlsen    |
| 2017 | 15. bis 22. April 2017     | 8          | Lewon Aronjan     |
| 2018 | 31. März bis 9. April 2018 | 10         | Fabiano Caruana   |
| 2019 | 20. bis 29. April 2019     | 10         | Magnus Carlsen    |
| 2024 | 18. März bis 1. April 2024 | 6          | Magnus Carlsen    |

## 2013
Das erste Turnier fand vom 7. bis 17. Februar 2013 in Baden-Baden statt. Das erste Turnier wurde doppelrundig ausgetragen.

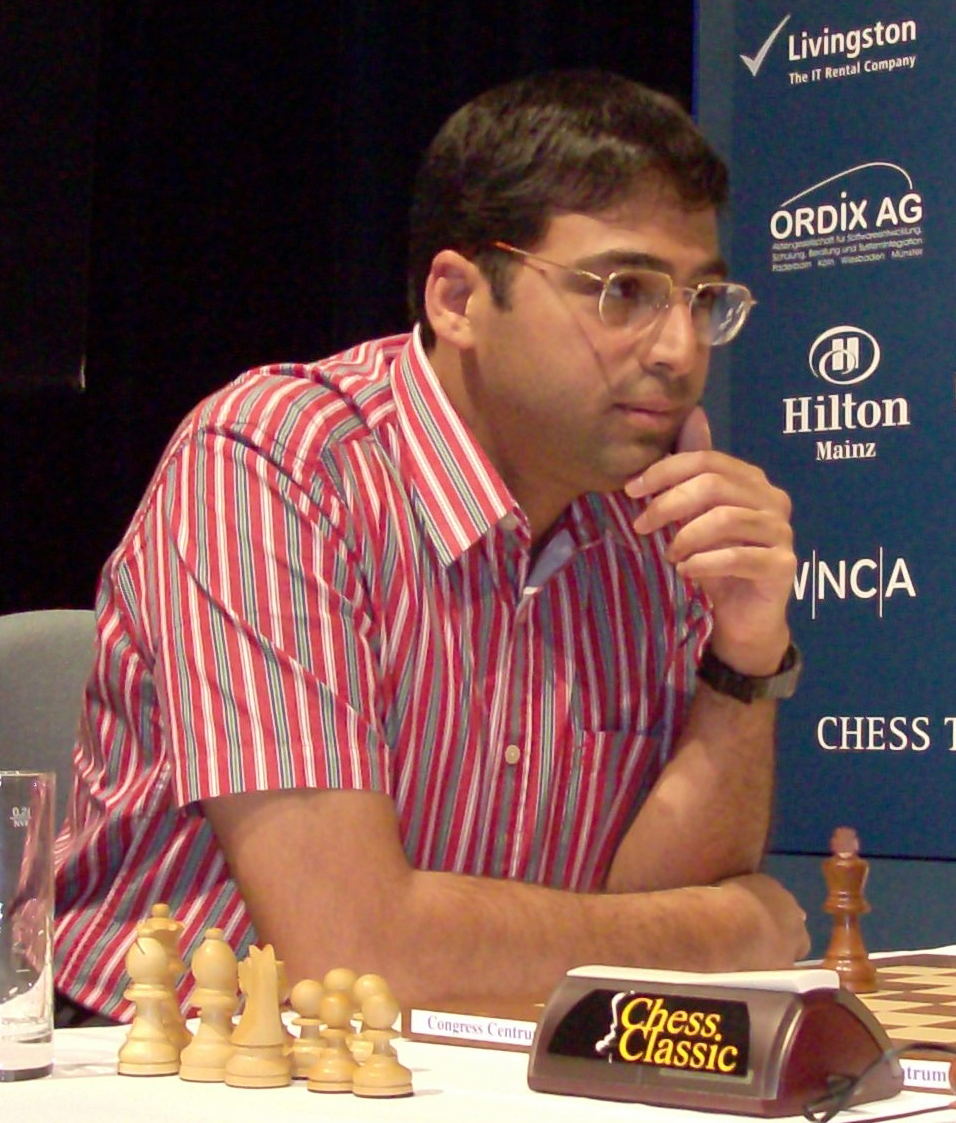
Viswanathan Anand

| Platz | Teilnehmer        | Elo-Zahl | 1   | 2   | 3   | 4   | 5   | 6   | Punkte | Siege |
| ----- | ----------------- | -------- | --- | --- | --- | --- | --- | --- | ------ | ----- |
| 1     | Viswanathan Anand | 2780     | –   | ½ ½ | ½ ½ | ½ ½ | 1 1 | ½ 1 | 6½     | 3     |
| 2     | Fabiano Caruana   | 2757     | ½ ½ | –   | 1 ½ | ½ 0 | 1 1 | ½ ½ | 6      | 3     |
| 3     | Georg Meier       | 2640     | ½ ½ | 0 ½ | –   | ½ ½ | 0 1 | ½ 1 | 5      | 2     |
| 4     | Michael Adams     | 2725     | ½ ½ | ½ 1 | ½ ½ | –   | 0 ½ | ½ ½ | 5      | 1     |
| 5     | Arkadij Naiditsch | 2716     | 0 0 | 0 0 | 1 0 | 1 ½ | –   | ½ 1 | 4      | 3     |
| 6     | Daniel Fridman    | 2667     | ½ 0 | ½ ½ | ½ 0 | ½ ½ | ½ 0 | –   | 3½     | 0     |

## 2014
Die zweite Ausgabe fand vom 6. bis 12. September 2014 in Baden-Baden statt. Es wurden ausschließlich deutsche Spieler eingeladen und mit klassischer Bedenkzeit verfahren: 100 Minuten für die ersten 40 Züge, danach weitere 50 Minuten bis zum 60. Zug und abschließend weitere 15 Minuten, zuzüglich einem Zeitinkrement von 30 Sekunden bereits ab dem ersten Zug.

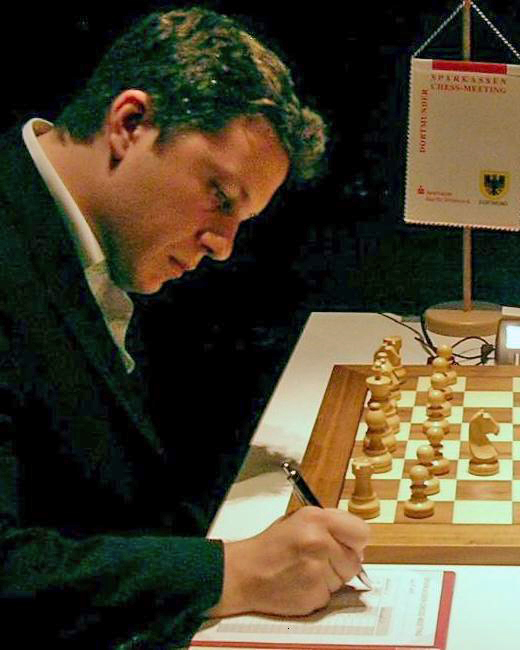
Arkadij Naiditsch

| Platz | Teilnehmer             | Elo-Zahl | 1 | 2 | 3 | 4 | 5 | 6 | 7 | 8 | Punkte | Siege |
| ----- | ---------------------- | -------- | - | - | - | - | - | - | - | - | ------ | ----- |
| 1     | Arkadij Naiditsch      | 2715     | – | ½ | ½ | 1 | 0 | 1 | 1 | 1 | 5      | 4     |
| 2     | David Baramidze        | 2599     | ½ | – | 0 | 1 | ½ | ½ | 1 | ½ | 4      | 2     |
| 3     | Daniel Fridman         | 2633     | ½ | 1 | – | ½ | ½ | ½ | ½ | ½ | 4      | 1     |
| 4     | Liviu-Dieter Nisipeanu | 2672     | 0 | 0 | ½ | – | 1 | ½ | 1 | ½ | 3½     | 2     |
| 5     | Matthias Blübaum       | 2521     | 1 | ½ | ½ | 0 | – | 0 | ½ | 1 | 3½     | 2     |
| 6     | Georg Meier            | 2652     | 0 | ½ | ½ | ½ | 1 | – | ½ | ½ | 3½     | 1     |
| 7     | Dennis Wagner          | 2499     | 0 | 0 | ½ | 0 | ½ | ½ | – | 1 | 2½     | 1     |
| 8     | Philipp Schlosser      | 2582     | 0 | ½ | ½ | ½ | 0 | ½ | 0 | – | 2      | 0     |

## 2015
Vom 2. bis 9. Februar 2015 wurde in Baden-Baden die dritte Ausgabe gespielt. Über den ersten Platz entschied der Tiebreak, den Magnus Carlsen nach zwei Schnellschach- und zwei Blitzschachpartien erst in einer weiteren Armageddon-Partie gewann.

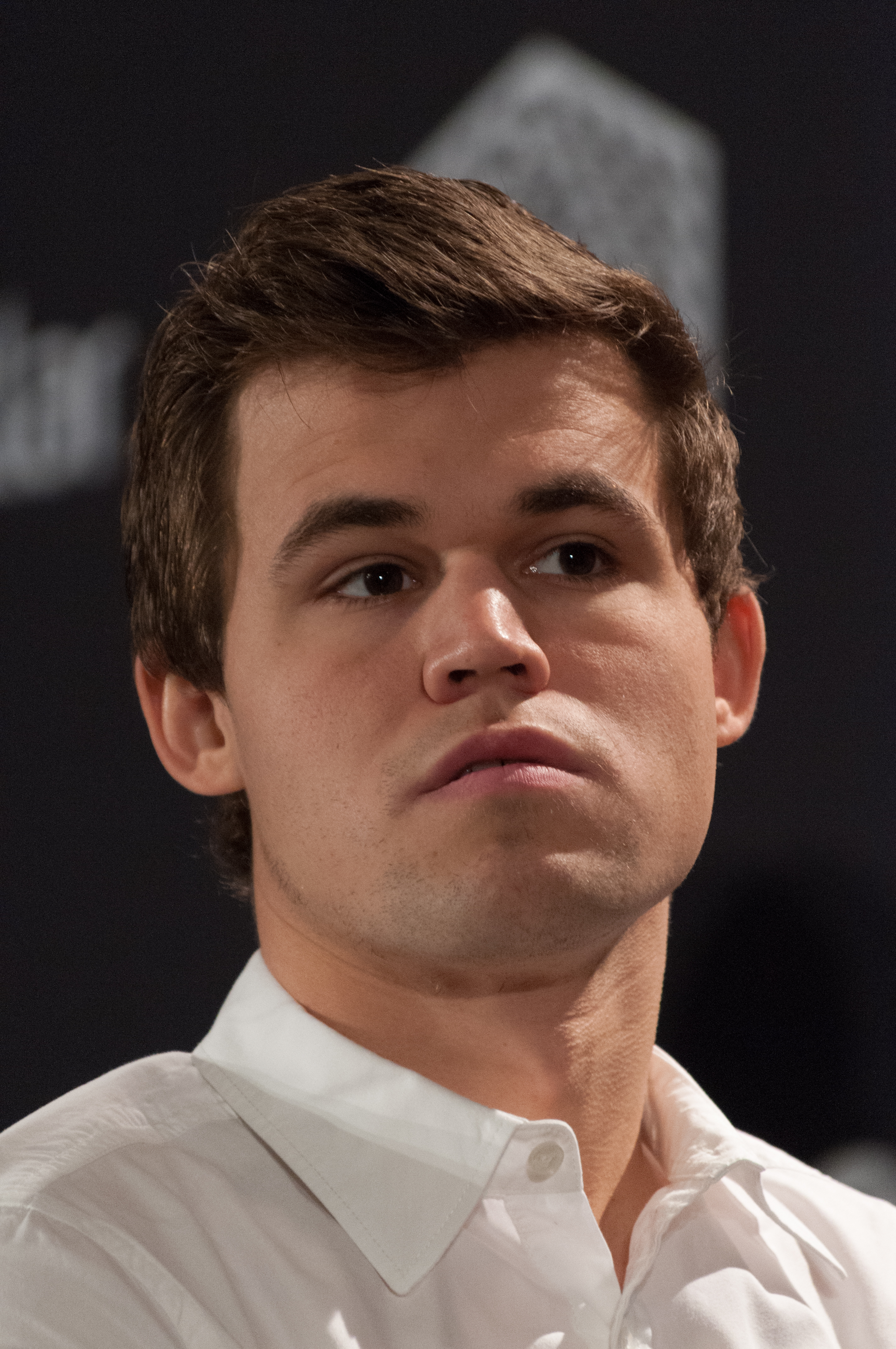
Magnus Carlsen

| Platz | Teilnehmer        | Elo-Zahl | 1 | 2 | 3 | 4 | 5 | 6 | 7 | 8 | Punkte | Siege |
| ----- | ----------------- | -------- | - | - | - | - | - | - | - | - | ------ | ----- |
| 1     | Magnus Carlsen    | 2865     | – | 0 | 1 | ½ | ½ | ½ | 1 | 1 | 4½     | 3     |
| 2     | Arkadij Naiditsch | 2706     | 1 | – | ½ | ½ | ½ | ½ | ½ | 1 | 4½     | 2     |
| 3     | Michael Adams     | 2738     | 0 | ½ | – | ½ | ½ | ½ | 1 | 1 | 4      | 2     |
| 4     | Fabiano Caruana   | 2811     | ½ | ½ | ½ | – | 1 | ½ | ½ | ½ | 4      | 1     |
| 5     | Lewon Aronjan     | 2777     | ½ | ½ | ½ | 0 | – | ½ | 1 | ½ | 3½     | 1     |
| 6     | Etienne Bacrot    | 2711     | ½ | ½ | ½ | ½ | ½ | – | ½ | ½ | 3½     | 0     |
| 7     | Viswanathan Anand | 2797     | 0 | ½ | 0 | ½ | 0 | ½ | – | 1 | 2½     | 1     |
| 8     | David Baramidze   | 2594     | 0 | 0 | 0 | ½ | ½ | ½ | 0 | – | 1½     | 0     |

| Platz | Teilnehmer        | S1 | S2 | B1 | B2 | Ar |
| ----- | ----------------- | -- | -- | -- | -- | -- |
| 1     | Magnus Carlsen    | 1  | 0  | ½  | ½  | 1  |
| 2     | Arkadij Naiditsch | 0  | 1  | ½  | ½  | 0  |

## 2017
Nach einem Jahr Pause wurde 2017 vom 15. bis 22. April in Karlsruhe (Runde 1–3) und Baden-Baden (Runde 4–7) gespielt.

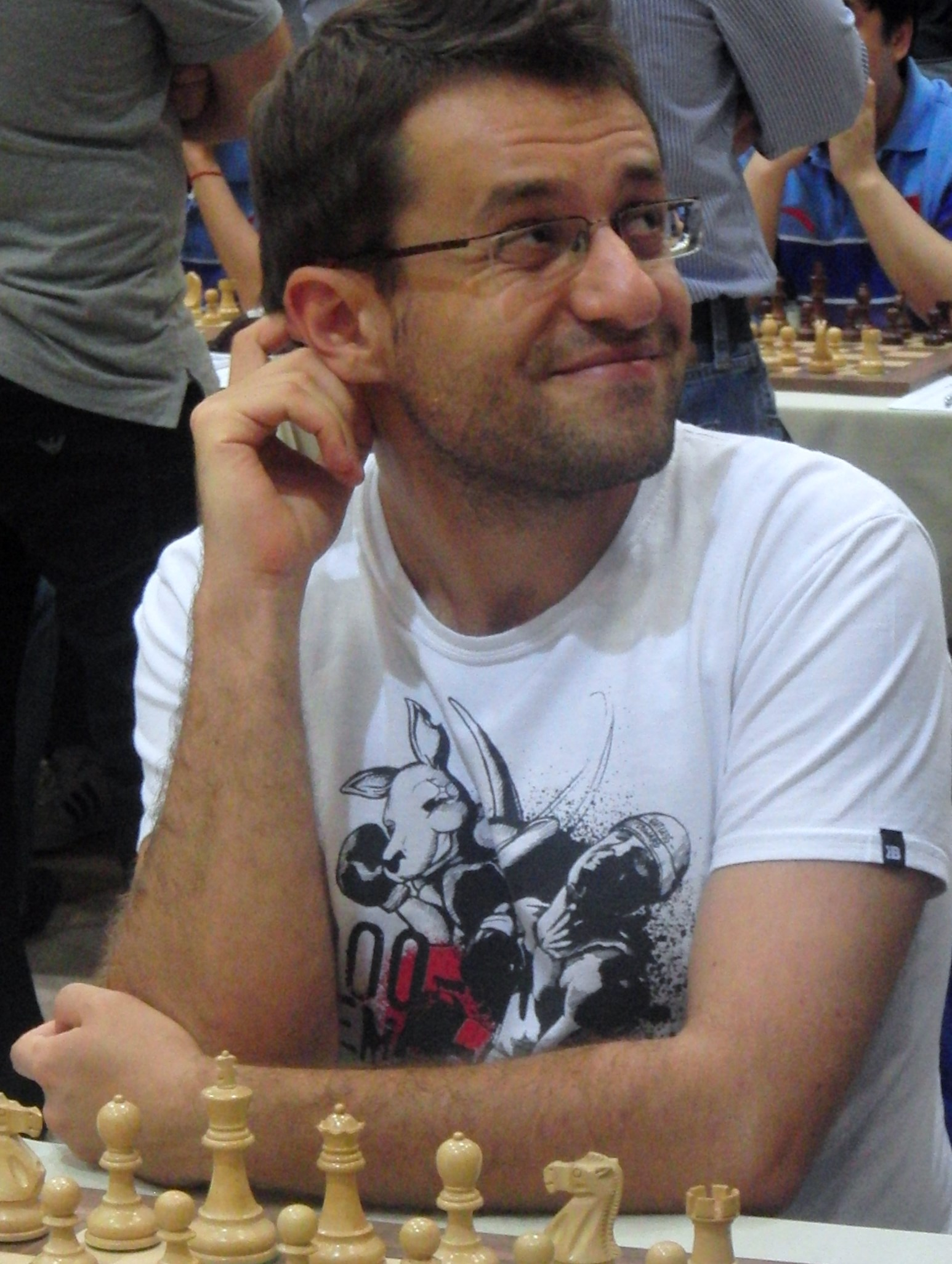
Lewon Aronjan

| Platz | Teilnehmer             | Elo-Zahl | 1 | 2 | 3 | 4 | 5 | 6 | 7 | 8 | Punkte | Siege |
| ----- | ---------------------- | -------- | - | - | - | - | - | - | - | - | ------ | ----- |
| 1     | Lewon Aronjan          | 2774     | – | ½ | ½ | 1 | 1 | 1 | 1 | ½ | 5½     | 4     |
| 2     | Fabiano Caruana        | 2817     | ½ | – | ½ | 1 | 0 | ½ | ½ | 1 | 4      | 2     |
| 3     | Magnus Carlsen         | 2838     | ½ | ½ | – | ½ | ½ | ½ | ½ | 1 | 4      | 1     |
| 4     | Arkadij Naiditsch      | 2702     | 0 | 0 | ½ | – | ½ | 1 | 1 | ½ | 3½     | 2     |
| 5     | Hou Yifan              | 2649     | 0 | 1 | ½ | ½ | – | 0 | ½ | 1 | 3½     | 2     |
| 6     | Maxime Vachier-Lagrave | 2803     | 0 | ½ | ½ | 0 | 1 | – | 1 | ½ | 3½     | 2     |
| 7–8   | Matthias Blübaum       | 2634     | 0 | ½ | ½ | 0 | ½ | 0 | – | ½ | 2      | 0     |
| 7–8   | Georg Meier            | 2621     | ½ | 0 | 0 | ½ | 0 | ½ | ½ | – | 2      | 0     |

## 2018

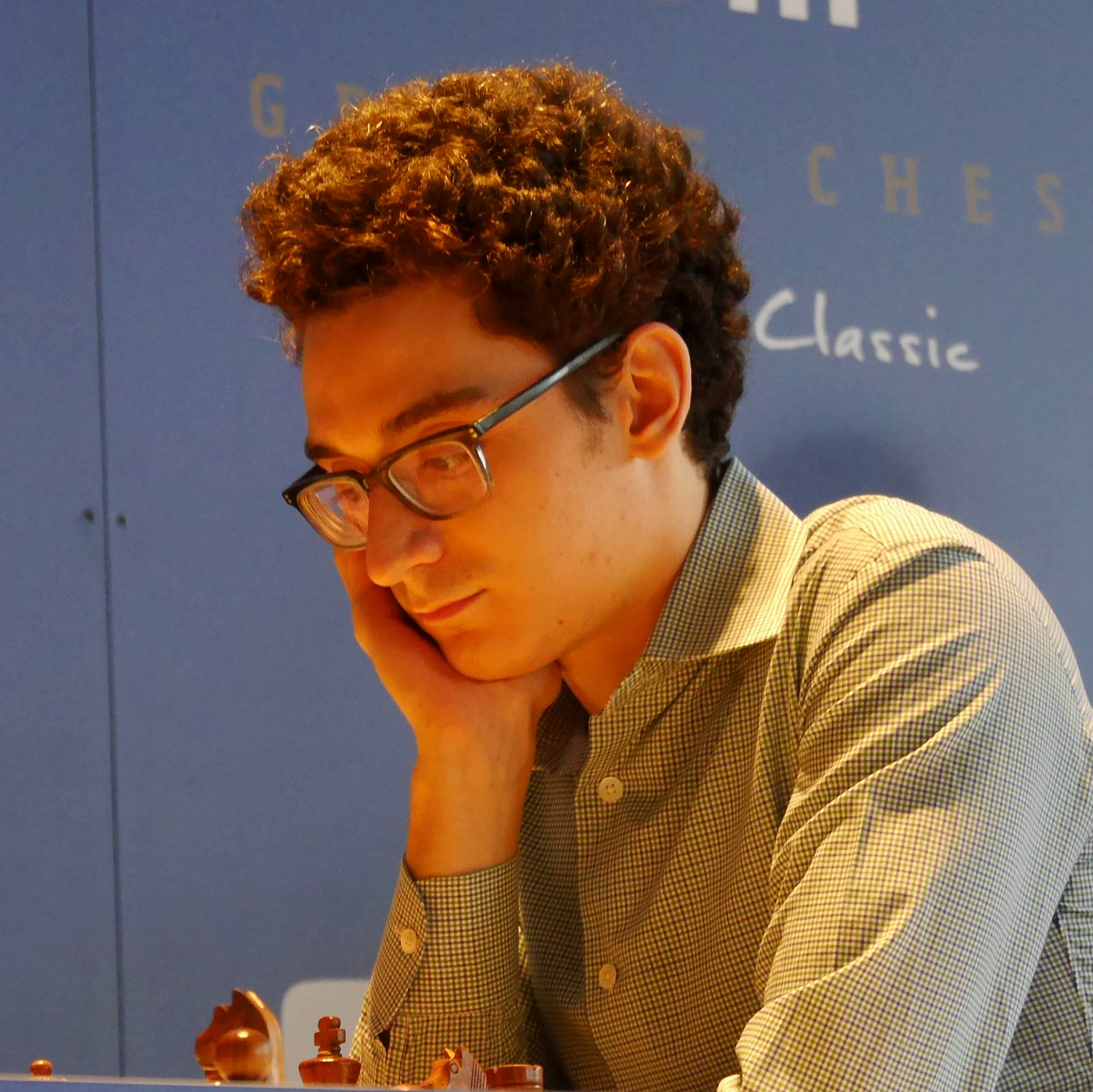
Fabiano Caruana

2018 fand das Turnier vom 31. März bis 9. April in Karlsruhe (Runde 1–3) und Baden-Baden (Runde 4–9) statt. Gleichzeitig fand in Karlsruhe das Grenke Chess Open statt.
| Platz | Teilnehmer             | Elo-Zahl | 1 | 2 | 3 | 4 | 5 | 6 | 7 | 8 | 9 | 10 | Punkte | Siege |
| ----- | ---------------------- | -------- | - | - | - | - | - | - | - | - | - | -- | ------ | ----- |
| 1     | Fabiano Caruana        | 2784     | – | ½ | 1 | 1 | ½ | ½ | 1 | ½ | ½ | 1  | 6½     | 4     |
| 2     | Magnus Carlsen         | 2843     | ½ | – | ½ | ½ | ½ | ½ | 1 | ½ | 1 | ½  | 5½     | 2     |
| 3     | Maxime Vachier-Lagrave | 2793     | 0 | ½ | – | ½ | ½ | ½ | ½ | 1 | 1 | ½  | 5      | 2     |
| 3     | Nikita Witjugow        | 2732     | 0 | ½ | ½ | – | ½ | 1 | ½ | ½ | ½ | 1  | 5      | 2     |
| 5     | Lewon Aronjan          | 2797     | ½ | ½ | ½ | ½ | – | ½ | 1 | ½ | ½ | ½  | 5      | 1     |
| 6     | Matthias Blübaum       | 2635     | ½ | ½ | ½ | 0 | ½ | – | ½ | 1 | ½ | ½  | 4½     | 1     |
| 7     | Arkadij Naiditsch      | 2705     | 0 | 0 | ½ | ½ | 0 | ½ | – | ½ | ½ | 1  | 3½     | 1     |
| 8     | Viswanathan Anand      | 2779     | ½ | ½ | 0 | ½ | ½ | 0 | ½ | – | ½ | ½  | 3½     | 0     |
| 8     | Hou Yifan              | 2654     | 0 | 0 | ½ | ½ | ½ | ½ | ½ | ½ | – | ½  | 3½     | 0     |
| 10    | Georg Meier            | 2647     | 0 | ½ | ½ | 0 | ½ | ½ | 0 | ½ | ½ | –  | 3      | 0     |

## 2019

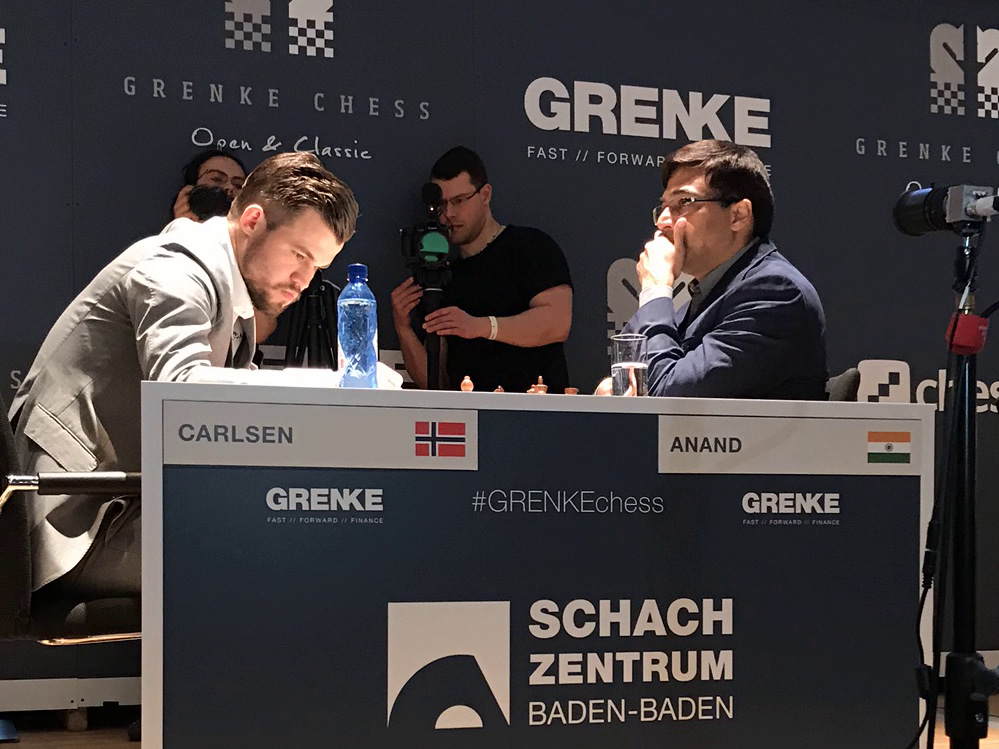
Carlsen – Anand, 3. Runde 2019

2019 fand das Turnier vom 20. bis 29. April in Karlsruhe (Runden 1–5) und Baden-Baden (Runden 6–9) statt. Zeitgleich fand in Karlsruhe das Grenke Chess Open statt. Magnus Carlsen gewann das Turnier mit 7½ Punkten aus 9 Partien.
| Platz | Teilnehmer             | Elo-Zahl | 1 | 2 | 3 | 4 | 5 | 6 | 7 | 8 | 9 | 10 | Punkte | Siege |
| ----- | ---------------------- | -------- | - | - | - | - | - | - | - | - | - | -- | ------ | ----- |
| 1     | Magnus Carlsen         | 2845     | – | ½ | ½ | 1 | 1 | ½ | 1 | 1 | 1 | 1  | 7½     | 6     |
| 2     | Fabiano Caruana        | 2819     | ½ | – | 1 | ½ | ½ | ½ | ½ | ½ | 1 | 1  | 6      | 3     |
| 3     | Arkadij Naiditsch      | 2695     | ½ | 0 | – | ½ | 0 | 1 | ½ | ½ | 1 | 1  | 5      | 3     |
| 4     | Maxime Vachier-Lagrave | 2773     | 0 | ½ | ½ | – | ½ | ½ | ½ | ½ | 1 | 1  | 5      | 2     |
| 5     | Peter Svidler          | 2735     | 0 | ½ | 1 | ½ | – | ½ | 0 | ½ | 1 | ½  | 4½     | 2     |
| 5     | Viswanathan Anand      | 2774     | ½ | ½ | 0 | ½ | ½ | – | ½ | 1 | 0 | 1  | 4½     | 2     |
| 7     | Lewon Aronjan          | 2763     | 0 | ½ | ½ | ½ | 1 | ½ | – | ½ | ½ | ½  | 4½     | 1     |
| 8     | Francisco Vallejo Pons | 2693     | 0 | ½ | ½ | ½ | ½ | 0 | ½ | – | ½ | 1  | 4      | 1     |
| 9     | Georg Meier            | 2628     | 0 | 0 | 0 | 0 | 0 | 1 | ½ | ½ | – | 0  | 2      | 1     |
| 10    | Vincent Keymer         | 2516     | 0 | 0 | 0 | 0 | ½ | 0 | ½ | 0 | 1 | –  | 2      | 1     |

## 2024
Zur Rückkehr des Turniers vom 18. März bis zum 1. April 2024 in Karlsruhe wurde das Format geändert. Die Teilnehmerzahl wurde auf sechs Spieler reduziert, zudem wurden Playoffs nach der Doppelrunde um die Plätze 1, 3 und 5 eingeführt. Die Bedenkzeit betrug 45 Minuten für jeden Spieler mit einem Zeitinkrement von 10 Sekunden ab dem ersten Zug.

### Vorrunde
|   | Spieler                | Elo  | 1   | 2   | 3   | 4   | 5   | 6   | Punkte |
| - | ---------------------- | ---- | --- | --- | --- | --- | --- | --- | ------ |
| 1 | Magnus Carlsen         | 2823 | —   | 0 1 | ½ ½ | 1 1 | ½ ½ | 1 1 | 7      |
| 2 | Richárd Rapport        | 2708 | 1 0 | —   | 0 ½ | ½ 1 | ½ 1 | 1 ½ | 6      |
| 3 | Maxime Vachier-Lagrave | 2755 | ½ ½ | 1 ½ | —   | ½ ½ | ½ ½ | 0 ½ | 5      |
| 4 | Vincent Keymer         | 2627 | 0 0 | ½ 0 | ½ ½ | —   | ½ 1 | ½ ½ | 4      |
| 5 | Ding Liren             | 2818 | ½ ½ | ½ 0 | ½ ½ | ½ 0 | —   | ½ ½ | 4      |
| 6 | Daniel Fridman         | 2575 | 0 0 | 0 ½ | 1 ½ | ½ ½ | ½ ½ | —   | 4      |

Die Plätze 4, 5 und 6 wurden nach Tiebreaks vergeben.

### Playoffs
|   | Spieler        | Elo  | 1 | 2 | Punkte |
| - | -------------- | ---- | - | - | ------ |
| 5 | Ding Liren     | 2818 | 1 | ½ | 1,5    |
| 6 | Daniel Fridman | 2575 | 0 | ½ | 0,5    |

|   | Spieler                  | Elo  | 1 | 2 | B1 | B2 | Punkte |
| - | ------------------------ | ---- | - | - | -- | -- | ------ |
| 3 | Maxime Vachier-Lagrave\| | 2755 | ½ | ½ | ½  | 1  | 2,5    |
| 4 | Vincent Keymer           | 2627 | ½ | ½ | ½  | 0  | 1,5    |

Da es nach zwei Partien 1:1 unentschieden stand, wurde der Zweikampf durch einen Tiebreak aus zwei Schnellschachpartien (10 min + 2 s/Zug) entschieden.
|   | Spieler         | Elo  | 1 | 2 | Punkte |
| - | --------------- | ---- | - | - | ------ |
| 1 | Magnus Carlsen  | 2823 | 1 | ½ | 1,5    |
| 2 | Richárd Rapport | 2708 | 0 | ½ | 0,5    |

## Änderung 2025
Das klassische Rundenturnier war für 2025 nicht geplant, stattdessen fand ein Freestyle-Turnier statt.